# 窪田博芳
窪田 博芳（くぼた ひろよし、1913年4月29日 - 没年不明）は、日本の陸上競技選手（短距離走）。1936年ベルリンオリンピックに男子400メートル走および4×400mリレーで出場。

## 経歴
山梨県出身。
早稲田大学に進む。1936年ベルリンオリンピックで、男子400メートルおよび男子4×400mリレー（相原豊次、市原正雄、窪田博芳、張星賢）に出場した。なお、同じ早稲田大学の矢田喜美雄とともに山梨県初のオリンピック選手の一人である。
2002年の日本学生陸上競技連合の会報で、死去が報告されている。